# Chrysoprasis ritcheri
Chrysoprasis ritcheri là một loài bọ cánh cứng trong họ Cerambycidae.